# سیدی ۳۶۶۷۲
سیارک ۳۶۶۷۲ (به انگلیسی: 36672 Sidi، نامگذاری:2000QR220) سی و شش هزار و ششصد و هفتاد و دومین سیارک کشف شده‌است که در ۲۱ اوت ۲۰۰۰ کشف شد.